# Anomaloscope
Un anomaloscope est un instrument optique utilisé pour juger la discrimination rouge-vert chez les personnes atteintes de daltonisme. Il peut être utilisé pour les tests d'aptitude à certaines professions : conducteur de bus, conducteur de train, pilote (aviation), policier, batelier, électricien, etc.
Le proband regarde à travers un oculaire. Il voit un cercle divisé horizontalement en deux moitiés. La moitié inférieure est jaune (spectre à 589,3 nm) et sert de référence. La moitié supérieure est un mélange de rouge (spectre à 671 nm) et de vert (spectre à 546,1 nm) qui peut être modifié pour atteindre la teinte de jaune permettant d'obtenir un cercle entier uni, du même jaune que la moitié référence.
Un deuteranomal va ajouter trop de vert tandis qu'un protanomal ajoutera trop de rouge et un tritanomal trop de bleu.

## Fonctionnement
Lorsque la molette de l'anomaloscope est en position 0, la source rouge est fermée et la source verte est complètement ouverte. Quand elle est en position 73, la source rouge est complètement ouverte et la source verte est fermée. 

### Quotien d'anomalie
La position de la molette (P, exprimée de 0 à 73) permet de calculer les deux scores du patient Rp et Vp qui correspondent à l'ouverture relative de chaque source lumineuse, respectivement pour le rouge et le vert. Rp = P et Vp = 73-P.
Une personne avec une vision des couleurs normale aura un QA compris entre 0,7 et 1,4. Un protanomal aura un QA compris entre 0,1 et 0,6. Un deuteranomal aura un QA compris entre 2 et 20.

## Liens
- Simulation avec un anomaloscope et les couleurs RVB (anglais)